# Comuna Dibrivsk, Zaricine
Dibrivsk (în ucraineană Дібрівськ) este o comună în raionul Zaricine, regiunea Rivne, Ucraina, formată din satele Dibrivsk (reședința), Vovciîți și Zelena Dibrova.

## Demografie
Componența lingvistică a comunei Dibrivsk
     Ucraineană (99,8%)
     Alte limbi (0,2%)
Conform recensământului din 2001, majoritatea populației comunei Dibrivsk era vorbitoare de ucraineană (99,8%), existând în minoritate și vorbitori de alte limbi.